# Inga aria
Inga aria är en ärtväxtart som beskrevs av James Francis Macbride. Inga aria ingår i släktet Inga och familjen ärtväxter. Inga underarter finns listade i Catalogue of Life.